# Dominónap
A dominónap egy világrekord-kísérlet az eldőlt dominók számának növelésére, amelynek helyszínét 1986–88 és 1999–2001 között Lisse, Rosmalen, Zuidlaren és Maastricht megosztva biztosította, 1998-ban pedig és 2002-től folyamatosan a frízföldi Leeuwarden WTC EXPO csarnokában szervezik. Ezt az eseményt minden évben Robin Paul Weijers, közismertebb nevén „Mr. Domino” (vagy „a dominók ura”) szervezi meg. Utoljára 2009-ben rendezték meg.
Lejjebb az egyre nagyobb rekordok:
| Év   | Téma                                              | Helyszín              | Eldőlt dominók | Felállított dominók | %      | Indító              |
| ---- | ------------------------------------------------- | --------------------- | -------------- | ------------------- | ------ | ------------------- |
| 1986 | KLM Dominó-világrekord                            | Lisse, Hollandia      | 755 836        | 1 250 000           | 60,47% | Számítógép          |
| 1988 | Európa Dominóban                                  | Rosmalen, Hollandia   | 1 328 101      | 1 500 000           | 88,54% | Számítógép          |
| 1998 | Dominó N-nap: Látványország                       | Leeuwarden, Hollandia | 1 605 757      | 2 300 000           | 69,81% | Linda de Mol        |
| 1999 | Dominónap: Európa határok nélkül                  | Zuidlaren, Hollandia  | 2 472 480      | 2 500 000           | 98,90% | Hans Klok           |
| 2000 | Dominónap: Reakció                                | Zuidlaren, Hollandia  | 2 977 678      | 3 112 000           | 95,68% | Lionel Richie       |
| 2001 | Dominónap: Híd a világok között                   | Maastricht, Hollandia | 3 540 562      | 3 750 000           | 94,41% | Kylie Minogue       |
| 2002 | Dominónap: Kiterjesztés millióra                  | Leeuwarden, Hollandia | 3 847 295      | 4 000 000           | 96,18% | Nick Carter         |
| 2004 | Dominónap: A kihívás                              | Leeuwarden, Hollandia | 3 992 397      | 4 250 000           | 93,94% | Shania Twain        |
| 2005 | Dominónap: Az örökzöld történetek dominó színháza | Leeuwarden, Hollandia | 4 002 136      | 4 321 000           | 92,62% | Anastacia           |
| 2006 | Dominónap: A zene mozgásban                       | Leeuwarden, Hollandia | 4 079 381      | 4 400 000           | 92,71% | Kim Wilde           |
| 2008 | Dominónap: A 10 éves rekordok ledöntése           | Leeuwarden, Hollandia | 4 345 027      | 4 500 001           | 96,55% | Salima Anita Peippo |
| 2009 | Dominónap: A világ dominóban                      | Leeuwarden, Hollandia | 4 491 863      | 4 800 000           | 93,58% | Jeroen de Meij      |

## Építők kihívása
Az első Építők kihívása (Builders Challenge) 2004-ben lett bevezetve, ami annyit jelent, hogy az építőknek élő adásban kell felépíteniük egy-egy szakaszt, amit ha sikerül megépíteni, további dominók ezrei fognak eldőlni. 2004-ben és 2005-ben három, 2006-tól 2009-ig pedig négy építői kihívás volt a Dominó Napokon. Az alábbi táblázatban láthatók az egyes évek kihívásai, a számok azon dominók számát jelzik, melynek eldőlése a kihívás sikerességétől függ.
| Építők kihívásai | Építők kihívásai     | Építők kihívásai     | Építők kihívásai     | Építők kihívásai     |
| Év               | 1. kihívás           | 2. kihívás           | 3. kihívás           | 4. kihívás           |
| ---------------- | -------------------- | -------------------- | -------------------- | -------------------- |
| 2004             | 100 000 Sikerült     | 100 000 Nem sikerült | 100 000 Nem sikerült |                      |
| 2005             | 50 000 Sikerült      | 100 000 Megzavarták  | 150 000 Csalás       |                      |
| 2006             | 400 Építési hiba     | 4 000 Sorompóhiba    | 40 000 Sorompóhiba   | 400 000 Sikerült     |
| 2007             | 100 000 Nem sikerült | 100 000 Sikerült     | 100 000 Sikerült     | 400 000 Nem sikerült |
| 2008             | 100 000 Sikerült     | 100 000 Nem sikerült | 100 000 Sikerült     | 400 000 Sikerült     |
| 2009             | 25 000 Nem sikerült  | 25 000 Nem sikerült  | 50 000 Nem sikerült  | 500 000 Sikerült     |

2010-ben, 2011-ben és 2012-ben a világválság hatására elmaradt a rekordkísérlet Hollandiában.

## Megdöntetlen rekordkísérletek
| Év   | Téma                          | Helyszín              | Eldőlt dominók           | Felállított dominók | %      | Indító      |
| ---- | ----------------------------- | --------------------- | ------------------------ | ------------------- | ------ | ----------- |
| 2007 | Dominónap: Beleesni az életbe | Leeuwarden, Hollandia | 3 671 465 (nincs rekord) | 4 500 000           | 81,59% | Katie Melua |

## Nem a dominónapon döntött dominó-rekordkísérletek
| Év   | Téma                             | Helyszín     | Eldőlt dominók | Felállított dominók | %      |
| ---- | -------------------------------- | ------------ | -------------- | ------------------- | ------ |
| 1999 | Kína és Japán csapata            | Peking, Kína | 2 751 518      | 3 000 000           | 91,72% |
| 2000 | Kína, Japán és Dél-Korea csapata | Peking, Kína | 3 407 535      | 4 000 000           | 85,19% |

## Dominónap 2008
2008. november 14-én volt a 10. dominónap. Az évi téma Döntsük meg a világcsúcsot! volt. 4 500 001 db dominót állítottak fel. Az első dominót szeptember 24-én tette le Leeuwarden polgármestere, Ferd Crone.

## Dominónap 2009
Több mint félmillió ember közül választották ki 2009-ben is a magyar csapat tagjait. A 9 fős építő csapat szeptember végén utazott Hollandiába, ahol elkezdték a 4,8 millió dominó építését. A dominónap 2009. november 13-án volt. Ennek témája a világ dominókkal volt, az első három építő kihívás nem sikerült, de a negyedik igen, ezért megdőlt a világrekord 4 491 863 dominóval. A négy kihívás a 4 fő elemről szólt. A kiválasztott építőknek homokban, vízben, levegőben majd tűzben kellett építeniük. A negyedik kihívás az egyik magyar építőnek köszönhetően sikerült.

## Nézettség
1998:
- Hollandia: 3 800 000
- Németország: 9 500 000

1999:
- Hollandia: 2 700 000

2001:
- Németország: 11 960 000
- Franciaország: 8 616 000
- Hollandia: 3 407 500
- Magyarország: 2 472 970
- Ausztria: 1 238 000
- Amerikai Egyesült Államok: 9 400 000
- Spanyolország: 1 826 000

2002:
- Németország: 12 680 000
- Franciaország: 7 600 000
- Hollandia: 3 369 602
- Magyarország: 1 367 320
- Ausztria: 926 000
- Belgium: 836 400
- Spanyolország: 1 299 000

2004:
- Hollandia: 2 366 000
- Franciaország: 3 112 543
- Magyarország: 3 148 196

2005:
- Hollandia: 2 405 000
- Magyarország: 2 978 611

2006:
- Németország: 6 960 000
- Hollandia: 2 068 000
- Belgium: 342 000
- Magyarország: 2 997 817

2007:
- Hollandia: 2 658 000
- Belgium: 477 240
- Németország: 6 000 000
- Lengyelország: 3 000 000
- Magyarország: 6 454 010

2008:
- Hollandia: 2 742 000
- Németország: 7 570 000
- Belgium: 850 000

2009:
- Hollandia: 2 895 000